# Valor fiduciari
Un valor fiduciari és un títol en circulació que no té cap valor en si mateix, l'acceptació del qual depèn de la confiança que hom té en el subjecte emissor. Hom parla de moneda fiduciària en referència als bitllets de banc, i de circulació fiduciària com a expressió del total de bitllets de banc en circulació.
El tipus de diner anomenat fiduciari són les monedes i bitllets que no basen el seu valor en l'existència d'una contrapartida en or, plata o qualsevol altre metall noble o valors, ni en el seu valor intrínsec, sinó simplement en la seva declaració com a diners per part de l'Estat i també en el crèdit i la confiança (la fe en la seva futura acceptació) que inspira. Sense aquesta declaració, la moneda no tindria cap valor: els diners fiduciaris serien llavors tan poc valuosos com els trossos de paper en què estan impresos.
Un bitllet actual és una clara representació de diner fiduciari, ja que objectivament considerat no té valor. La seva valoració ve donada per l'autoritat monetària que el va emetre, que gaudeix de confiança entre els subjectes que l'accepten.

## Origen del diner fiduciari
Històricament els diners eren una mercaderia amb valor intrínsec i les monedes valien el seu pes en el metall en què estaven foses. En un pas posterior les monedes contenien un metall noble i el seu valor era proporcional a la quantitat de metall que contenien; després, les monedes es feien amb altres metalls (no nobles) però que representaven certa quantitat de plata o d'or dipositada en els bancs.
Amb la invenció del paper van aparèixer les primeres formes de bitllets, que eren certificats per certa quantitat d'or (vegeu patró or). Però durant la primera meitat del segle xx, els diners van perdre aquest caràcter i el suport que tenien en or (1971), per esdevenir un element fiduciari amb la fallida del sistema de Bretton Woods, sense valor intrínsec però amb un valor legal propi, que és tal com els coneixem.